# 黑色星期一
“黑色星期一”指的是发生了不幸或动荡事件的特定星期一，用来指稱屠杀、军事战斗和股市暴跌等。

## 历史事件
- 1209年黑色星期一：来自布里斯托尔的500名新移民被盖尔人奥伯恩氏族的戰士屠杀。这群人离开了安全的都柏林城，在拉内拉格（英语：Ranelagh）附近的树林庆祝复活节星期一，他们無預警遭到袭击。尽管此事不算知名，但此后的几世纪里，市长、郡长（英语：High sheriff）和士兵们都會聚集點兵，意味挑戰土著部落。[1]。
- 1360年黑色星期一：发生在百年战争（1337—60年）期间的复活节星期一（1360年4月13日），当时一场反常的冰雹风暴袭击英国，造成爱德华三世军队里大约1000名士兵死亡，也迫使爱德华三世与法国进行和平谈判。[2]。
- 1652年黑色星期一（英语：Solar eclipse of April 8, 1652）：公历1652年4月8日（羅馬儒略曆3月29日）发生日全食。
- 1689年黑色星期一：愛爾蘭威廉黨人戰爭期间的1689年2月24日，班顿的新教徒居民起来反抗该镇的爱尔兰皇家军队（英语：Irish Royal Army），不過旋即為Justin McCarthy, Viscount Mountcashel平定。
- 1894年黑色星期一（英语：Black Monday (1894)）：1894年12月10日，英国最古老的殖民地纽芬兰（英语：Newfoundland Colony）两家银行关门歇业，使殖民地的主要支付手段一文不值。
- 1935年黑色星期一：1935年5月27日，美国最高法院無異議通過質疑罗斯福新政的三個案件，導致富蘭克林·D·羅斯福提出1937年司法程序改革法案，希望增加在最高法院增加更多法官以支持新政。
- 1954年黑色星期一：1954年5月17日美國最高法院宣判布朗訴托皮卡教育局案，代表密西西比州的民主黨參議員John Bell Williams在國會地板寫下「黑色星期一」字樣紀念；为了反对这一决定，白人公民委员会（英语：White citizens' councils）正式在南方各地组织起来，以维护种族隔离和隔离学校。[3]。
- 1977年黑色星期一：1977年9月19日，美国俄亥俄州扬斯敦Youngstown Sheet and Tube关闭並解雇5000名工人，对扬斯敦的经济（英语：Economy of Youngstown, Ohio）造成毁灭性的打击
- 1990年黑色星期一（英语：1990 Temple Mount killings）：1990年10月8日，以色列警察在阿克萨清真寺用实弹镇压了穆斯林巴勒斯坦人的抗议活动，造成20多人死亡，150多人受伤。
- 1991年黑色星期一：1991年9月30日的“Zwarte Maandag”（字面意思是“黑色星期一”）。它对应于1991年荷兰担任欧洲共同体理事会主席（法语：Présidence néerlandaise du Conseil des Communautés européennes en 1991）期间拒绝修改《罗马条约》的荷兰条约草案。
- 2003年8月：2003年欧洲热浪期間的一個週一晚上，巴黎約有三千人過熱死亡。[4]
- 2009年7月20日：柏林城市快鐵由於接受安全檢查的車輛數不足，營運量能下降，並緊急推出新的時刻表。[5]
- 2012年黑色星期一：2012年7月30日至31日，印度突发大停电。由于用电增加、線路高溫，Bina—Gwalior线的400千伏断路器損壞，影响了印度近一半的州（22個）、6.2亿人口（約占世界人口的9%）。
- 2016年黑色星期一：2016年10月3日，波兰妇女举行罢工和示威活动，抗议全面禁止堕胎（英语：Abortion in Poland）的立法提案。[6]
- 2022年5月9日：2022年斯里蘭卡示威期間，斯里兰卡人民阵线的政治人物領導總理马欣达·拉贾帕克萨的武裝支持者攻擊雞蛋花屋和加勒菲斯绿地的和平示威者。[7][8]

### 股市暴跌
- 1929年10月28日：1929年華爾街股災期間，美國股市於本日開始暴跌。
- 1987年黑色星期一：1987年10月19日，华尔街在内的世界各地的股票市场崩盘，在很短的时间内损失了巨大的价值。
- 2008年黑色星期一：2008年9月29日，在2007年—2008年環球金融危機及美国房地产泡沫破裂之后，全球股市崩盘，导致了经济大衰退。[9]
- 2011年黑色星期一（英语：Black Monday (2011)）：由於美國信用評級下調，導致2011年8月8日股市崩跌。
- 2015年黑色星期一：2015年8月24日，上海、深圳两市股指发生暴跌，上海证券交易所综合股价指数下跌8.45%。[10]
- 2019年9月16日：在隔夜貸款利率飆升至8%後，介入回購市場五個月，其後發生2020年国际金融恐慌。
- 2020年黑色星期一 (3月9日)：2020年国际金融恐慌的一部份。由于投资者恐慌2019冠状病毒病疫情、担忧2020年俄罗斯—沙特阿拉伯石油价格战而使股市崩跌，這是大萧条後崩跌最重的一天。[11]
- 2020年黑色星期一 (3月16日)：2020年3月16日的股灾。2020年美国股市第三次暴跌触发熔断，比前一週來的更加嚴重。[12]
- 2025年黑色星期一：2025年4月7日，受美国总统特朗普解放日关税政策的影响，全球股票市场普遍出现暴跌。[13]

## 週期事件
- 美國國家美式橄欖球聯盟常規賽程中最後一個週日的隔天。當天會有許多教練、球隊經理因表現不佳而辭職、被開除、期滿不續約等等。纽约时报的寫手認為此詞最早來自1998年的美联社新聞。[14]
- 全国橄榄球联盟选秀，每年舉辦一次。因新球員加入後，舊球員的合約可能終止而得名。[15]
- 英國中小學生對新年第一個週一的稱呼，也就是假期結束後的學校開學日。[16]